# Põlvamaa
Põlvamaa (estoniano: Põlva maakond ou Põlvamaa), é uma das quinze regiões (maakond) da Estónia.

## Geografia
Está situado no sudeste da Estônia e faz divisa com Tartumaa, Valgamaa e Võrumaa. Também faz fronteira com a Rússia (Oblast de Pskov). Nessa região, a divisa territorial entre esses dois países ainda não está totalmente ratificada e algumas vilas (por exemplo, Lutepää e Saatse) só podem ser alcançadas por terra através do território controlado pelos russos. 2,3% do total da população da Estônia vive na região de Põlva. Sua capital é Põlva.
Existem mais de 130 lagos na região de Põlva, sendo que o maior deles é o lago Meelva.

## Política
Atualmente existem catorze governos locais (municípios) na região. Todos os governos locais cooperaram na Associação de Autoridades Locais da região de Põlva.
De acordo com a lei de 13 de dezembro de 1995, o governo (estoniano: maavalitsus) de cada região é exercido por um governador (estoniano: maavanem), que representa o governo nacional à nível regional. Segundo essa lei, um governador é indicado para o cargo por um período de cinco anos pelo Governo da República, por proposição do Primeiro-ministro e com o consentimento das Autoridades Locais.

### Governador
O governador representa os interesses do Estado na região e deve cuidar para que haja um desenvolvimento amplo e equilibrado de todos os municípios da região. Entre outras obrigações, ele coordena a cooperação entre os cargos regionais e os ministérios e outras administrações e autoridades locais. Além disso, ele é responsável pela distribuição e aplicação dos recursos recebidos do Estado, aprova os planos a serem adotados e fiscaliza a sua execução. 
Ele supervisiona os trabalhos dos governos locais, representa os municípios rurais nos tribunais.
Desde 2004, Urmas Klaas é o governador da região de Põlva.

## Municípios
A região está subdividida em catorze municípios: treze municípios rurais (estoniano: vallad - comunas ou paróquias).
Municípios rurais:

O lugar povoado: cidade (linn), pequeno borough (alevik) ou vila (küla), sede de 
município rural (vald), aparece entre parênteses ao lado de seu respectivo município.
- Ahja vald — (Ahja alevik)
- Kanepi vald — (Kanepi alevik)
- Kõlleste vald — (Krootuse küla)
- Laheda vald — (Suurküla küla)
- Mikitamäe vald — (Mikitamäe küla)
- Mooste vald — (Mooste alevik)
- Orava vald — (Orava küla)
- Põlva vald — (Põlva linn)
- Räpina vald — (Räpina linn)
- Valgjärve vald — (Saverna küla)
- Vastse-Kuuste vald — (Vastse-Kuuste alevik)
- Veriora vald — (Veriora alevik)
- Värska vald — (Värska alevik)